# Alessandria Unione Sportiva 1927-1928
Questa pagina raccoglie le informazioni riguardanti l'Alessandria Unione Sportiva nelle competizioni ufficiali della stagione 1927-1928.

## Stagione
La stagione 1927-1928 è stata la stagione in cui il lavoro di Carcano, Rangone e Savojardo ha dato i suoi frutti migliori: la squadra, solida in difesa e concreta in attacco, ben diretta da Gandini e trascinata dalla rapidità di Bertolini, raccoglie larghe e prestigiose vittorie nel girone eliminatorio, passando al turno finale senza ansie.
Nel girone finale l'Alessandria va incontro a una serie di eventi che le impediscono di poter ambire al titolo. Mentre già Lauro, Bertolini e Cattaneo avevano a che fare con infortuni, durante la partita casalinga contro il Genoa il terzino Viviano subisce un incidente al ginocchio che lo costringe addirittura a por fine alla sua carriera. A ciò si sono aggiunti risultati ingenerosi, come il (3-4) contro l'Inter, frutto di sette minuti di sbandamento, il rocambolesco (3-3) del Filadelfia contro il Torino e soprattutto il pesante (5-0) subito contro il modesto Casale, partita dai risvolti mai chiariti, che costa il licenziamento all'esperto portiere Curti, il cui comportamento in piena epoca di "caso Allemandi" è parso ai più sospetto.
In particolare è stato l'esito di questo contestato derby a staccare i grigi definitivamente dall'ormai lanciato Torino di Baloncieri verso il primo titolo di Campione d'Italia, granata che pure viengono battuti nello scontro diretto. Al di là dei rimpianti per il mancato scudetto, questa è rimasta la stagione più felice della storia dell'Alessandria; in seguito la diffusione massiccia del professionismo, non le avrebbe più permesso di lottare a così alti livelli.

## Divise
| 1ª divisa | 2ª divisa |

## Organigramma societario
Area direttiva
- Presidente: Aldo Marchese
- Vicepresidenti: Mario Ferretti e Giovanni Ronza
- Consiglieri: Lorenzo Ballestrero, Curti, Diana, Gino Garavelli, Pietro Guerci, T. Pellizza e Ladislao Rocca
- Tesoriere: Antonio Massobrio

Area tecnica
- Commissione tecnica: Augusto Rangone e Amilcare Savojardo
- Allenatore: Carlo Carcano

Area sanitaria
- Massaggiatore: Domenico Assandro

## Rosa
| N. |                   | Ruolo | Calciatore             |
| -- | ----------------- | ----- | ---------------------- |
|    | Italia (bandiera) | P     | Mario Curti            |
|    | Italia (bandiera) | P     | Clemente Morando       |
|    | Italia (bandiera) | D     | Felice Costa           |
|    | Italia (bandiera) | D     | Armando Lauro          |
|    | Italia (bandiera) | D     | Ugo Rasetto            |
|    | Italia (bandiera) | D     | Andrea Viviano         |
|    | Italia (bandiera) | C     | Luigi Bertolini        |
|    | Italia (bandiera) | C     | Mario Bruno            |
|    | Italia (bandiera) | C     | Giacomo Bergamino (II) |
|    | Italia (bandiera) | C     | Michele Borelli        |
|    | Italia (bandiera) | C     | Giuseppe Gandini       |

| N. |                   | Ruolo | Calciatore           |
| -- | ----------------- | ----- | -------------------- |
|    | Italia (bandiera) | C     | Libero Marchina      |
|    | Italia (bandiera) | C     | Rinaldo Olivazzo     |
|    | Italia (bandiera) | A     | Libero Amelotti      |
|    | Italia (bandiera) | A     | Edoardo Avalle       |
|    | Italia (bandiera) | A     | Elvio Banchero (I)   |
|    | Italia (bandiera) | A     | Ettore Banchero (II) |
|    | Italia (bandiera) | A     | Renato Cattaneo      |
|    | Italia (bandiera) | A     | Carlo Chierico       |
|    | Italia (bandiera) | A     | Giovanni Ferrari     |
|    | Italia (bandiera) | A     | Mario Vallarani      |

## Risultati

### Divisione Nazionale

#### Girone A

##### Girone di andata
| Arbitro: | A. Gama (Milano) |

|  |           |              |
|  | Marcatori | 52’ Cattaneo |

| Arbitro: | Ferro (Milano) |

|              |           |                                        |
| Mistrali 25’ | Marcatori | 10’ Cattaneo 74’ Chierico 82’ Banchero |

| Arbitro: | Sguerso (Savona) |

|                                |           |              |
| Cattaneo 29’ Banchero 43’, 90’ | Marcatori | 57’ Vecchina |

| Arbitro: | Gamberini (Bologna) |

|  |           |                |
|  | Marcatori | 30’ G. Ferrari |

| Arbitro: | Garbieri (Genova) |

|                                         |           |                 |
| Gandini 35’ G. Ferrari 47’ Cattaneo 67’ | Marcatori | 65’ G. Rossetti |

| Arbitro: | Mangano (Milano) |

|                                          |           |                 |
| G. Ferrari 16’, 61’, 83’ E. Banchero 63’ | Marcatori | 74’ C. Barbieri |

| Arbitro: | Lenti (Genova) |

|                           |           |                             |
| Ostromann 1’ Torriani 78’ | Marcatori | 42’ Cattaneo 85’ G. Ferrari |

| Arbitro: | Casetta (Milano) |

| |           |              |
| Lauro 13’ Chierico 19’, 56’ Banchero 26’, 44’, 54’ Cattaneo 29’, 31’, 72’ G. Ferrari 51’ Avalle 88’ | Marcatori | 13’ E. Ghisi |

| Arbitro: | Carraro (Padova) |

|                                                     |           |  |
| E. Banchero 25’, 84’ Cattaneo 37’, 65’ Chierico 46’ | Marcatori |  |

| Arbitro: | U.Gama (Milano) |

|                            |           |  |
| Levratto 6’ G. Puerari 43’ | Marcatori |  |

##### Girone di ritorno
| Alessandria 18 dicembre 1927 11ª giornata | Alessandria            | 0 – 0 referto | Pro Vercelli | Campo degli Orti\| Arbitro: \| P. Barlassina (Novara) \| |
| Arbitro:                                  | P. Barlassina (Novara) |               |              |                                                          |

| Arbitro: | R. Barlassina (Novara) |

|                                                                                                 |           |  |
| Cattaneo 5’, 9’, 40’, 67’, 82’ Bertolini 15’ G. Ferrari 28’ Banchero 39’, 51’, 75’ Chierico 86’ | Marcatori |  |

| Arbitro: | Osti (Ferrara) |

|                   |           |              |
| Vecchina 46’, 63’ | Marcatori | 74’ Banchero |

| Arbitro: | Magliulo (Livorno) |

|                                                               |           |  |
| Banchero 23’, 66’ Avalle 43’ G. Ferrari 47’ Chierico 48’, 89’ | Marcatori |  |

| Arbitro: | A.Gama (Milano) |

|                                             |           |            |
| Baloncieri 18’, 23’ (rig.), 67’ (rig.), 75’ | Marcatori | 35’ Avalle |

| Arbitro: | U. Gama (Milano) |

|  |           |                |
|  | Marcatori | 55’ G. Ferrari |

| Alessandria 12 febbraio 1928 17ª giornata | Alessandria       | 0 – 0 referto | Milan | Campo degli Orti\| Arbitro: \| Garbieri (Genova) \| |
| Arbitro:                                  | Garbieri (Genova) |               |       |                                                     |

| Arbitro: | Turbiani (Ferrara) |

|             |           |            |
| E. Ghisi 6’ | Marcatori | 55’ Avalle |

| Arbitro: | Guarnieri (Milano) |

|                                             |           |                |
| Sbalzarini 26’, 56’ Ranelli 68’ Mondini 84’ | Marcatori | 11’ G. Ferrari |

| Arbitro: | Bonello (Venezia) |

|                                                            |           |  |
| G. Ferrari 28’ Banchero 37’ Gandini 83’ Viviano 89’ (rig.) | Marcatori |  |

#### Girone finale

##### Girone di andata
| Arbitro: | Carraro (Padova) |

|               |           |             |
| F. Busini 26’ | Marcatori | 10’ Ferrari |

| Arbitro: | Garbieri (Genova) |

|                            |           |  |
| Bertolini 25’ Chierico 71’ | Marcatori |  |

| Arbitro: | Dani (Genova) |

|                                             |           |                                       |
| Rivolta 25’, 30’ Savelli 32’ Bernardini 71’ | Marcatori | 20’ Marchina 63’ Ferrari 81’ Cattaneo |

| Arbitro: | Dani (Genova) |

|                               |           |                                       |
| Vezzani 39’, 42’ Vincenzi 89’ | Marcatori | 20’ Ferrari 34’ Banchero 52’ Cattaneo |

| Arbitro: | Caironi (Milano) |

|                                                               |           |               |
| Ferrari 5’, 28’ Banchero 22’ Patrucco 49’ (aut.) Cattaneo 74’ | Marcatori | 64’ Caligaris |

| Arbitro: | Mattea (Torino) |

|                       |           |  |
| Pastore 31’, 63’, 90’ | Marcatori |  |

| Arbitro: | U.Gama (Milano) |

|                                                                 |           |               |
| Cattaneo 2’ Ferrari 35’ Chierico 52’ Banchero 54’ Bertolini 68’ | Marcatori | 73’ De Vecchi |

##### Girone di ritorno
| Arbitro: | Lenti (Genova) |

|             |           |              |
| Gandini 58’ | Marcatori | 58’ Schiavio |

| Torino 28 giugno 1928 9ª giornata | Juventus      | 0 – 0 referto | Alessandria | Stadio di Corso Marsiglia\| Arbitro: \| Dani (Genova) \| |
| Arbitro:                          | Dani (Genova) |               |             |                                                          |

| Arbitro: | Lenti (Genova) |

|                                                                  |           |  |
| Zanni 20’ Varalda 41’ Patrucco 60’ Migliavacca 61’ Buscaglia 65’ | Marcatori |  |

| Arbitro: | Osti (Ferrara) |

|                                                                            |           |                                           |
| Cattaneo 5’, 83’ G. Ferrari 10’ Banchero 15’ Marchina 30’ Coppo 34’ (aut.) | Marcatori | 19’ Conti 48’ Giustacchini 90’ Bernardini |

| Arbitro: | Turbiani (Ferrara) |

|                     |           |               |
| G. Ferrari 41’, 46’ | Marcatori | 17’ Libonatti |

| Arbitro: | Galassi (Torino) |

|                         |           |  |
| Borelli 7’ Banchero 66’ | Marcatori |  |

| Arbitro: | R. Barlassina (Novara) |

|                                |           |                |
| G. Chiecchi 57’ G. Puerari 65’ | Marcatori | 24’ G. Ferrari |

## Statistiche

### Statistiche di squadra
| Competizione        | Punti | In casa | In casa | In casa | In casa | In casa | In casa | In trasferta | In trasferta | In trasferta | In trasferta | In trasferta | In trasferta | Totale | Totale | Totale | Totale | Totale | Totale | DR  |
| Competizione        | Punti | G       | V       | N       | P       | Gf      | Gs      | G            | V            | N            | P            | Gf           | Gs           | G      | V      | N      | P      | Gf     | Gs     | DR  |
| ------------------- | ----- | ------- | ------- | ------- | ------- | ------- | ------- | ------------ | ------------ | ------------ | ------------ | ------------ | ------------ | ------ | ------ | ------ | ------ | ------ | ------ | --- |
| Girone eliminatorio | 28    | 10      | 8       | 2       | 0       | 47      | 4       | 10           | 4            | 2            | 4            | 12           | 16           | 20     | 12     | 4      | 4      | 59     | 20     | +39 |
| Girone finale       | 16    | 7       | 6       | 1       | 0       | 24      | 7       | 7            | 0            | 3            | 4            | 7            | 18           | 14     | 6      | 4      | 4      | 31     | 25     | +6  |
| Totale              | -     | 17      | 14      | 3       | 0       | 71      | 11      | 17           | 4            | 5            | 8            | 19           | 34           | 34     | 18     | 8      | 8      | 90     | 45     | +45 |

### Statistiche dei giocatori[3]
| Giocatore         | Girone eliminatorio | Girone eliminatorio | Girone finale | Girone finale | Totale   | Totale |
| Giocatore         | Presenze            | Reti                | Presenze      | Reti          | Presenze | Reti   |
| ----------------- | ------------------- | ------------------- | ------------- | ------------- | -------- | ------ |
| L. Amelotti       | 1                   | 0                   | -             | -             | 1        | 0      |
| E. Avalle         | 20                  | 4                   | 10            | 0             | 30       | 4      |
| L. Bertolini      | 20                  | 1                   | 10            | 2             | 30       | 3      |
| E. Banchero (I)   | 19                  | 14                  | 14            | 5             | 33       | 19     |
| E. Banchero (II)  | 4                   | 0                   | -             | -             | 4        | 0      |
| G. Bergamino (II) | 2                   | 0                   | -             | -             | 2        | 0      |
| M. Borelli        | -                   | -                   | 4             | 1             | 4        | 1      |
| M. Bruno          | 2                   | 0                   | 3             | 0             | 5        | 0      |
| R. Cattaneo       | 17                  | 15                  | 14            | 6             | 31       | 21     |
| C. Chierico       | 18                  | 7                   | 10            | 2             | 28       | 9      |
| F. Costa          | 18                  | 0                   | 13            | 0             | 31       | 0      |
| M. Curti          | 18                  | -18                 | 9             | -19           | 27       | -37    |
| G. Ferrari        | 19                  | 12                  | 13            | 10            | 32       | 22     |
| G. Gandini        | 14                  | 2                   | 14            | 1             | 28       | 3      |
| A. Lauro          | 19                  | 1                   | 9             | 0             | 28       | 1      |
| L. Marchina       | 2                   | 0                   | 14            | 2             | 16       | 2      |
| R. Olivazzo       | 2                   | 0                   | -             | -             | 2        | 0      |
| U. Rasetto        | 3                   | 0                   | 7             | 0             | 10       | 0      |
| M. Vallarani      | 2                   | 0                   | -             | -             | 2        | 0      |
| A. Viviano        | 18                  | 1                   | 5             | 0             | 23       | 1      |